# Edson Aparecido
Edson Aparecido dos Santos (São Paulo, 15 de setembro de 1957) é um historiador e político brasileiro filiado ao Movimento Democrático Brasileiro (MDB). Atuou como deputado estadual em São Paulo por duas legislaturas (1999-2003 e 2003-2007)  e deputado federal por também duas legislaturas (2007-2011 e 2011-2015).
Foi Secretário de Desenvolvimento Metropolitano do Estado de São Paulo (2011 - 2012) , Secretário-chefe da Casa Civil do Estado de SP (2012 - 2016) durante o governo Geraldo Alckmin (PSDB) e Secretário de Saúde do Município de São Paulo (2018 - 2022) durante a gestão Bruno Covas (PSDB) e Ricardo Nunes (MDB).

## Biografia
Santos formou-se no curso de História oferecido pela Pontifícia Universidade Católica de São Paulo (PUC-SP), onde iniciou sua vida pública na década de 1970 no movimento estudantil, quando participou das principais campanhas pela redemocratização do País. Foi um dos fundadores do Partido da Social Democracia Brasileira (PSDB). Secretário geral do PSDB de São Paulo (1991 a 1993), vice-presidente do partido por dois mandatos consecutivos (1993 a 1997), Aparecido foi assessor político do ministro das Comunicações, Sérgio Motta (PSDB), (1995-1998) durante o governo Fernando Henrique Cardoso (PSDB), participando diretamente da privatização das telecomunicações no país.
Edson Aparecido foi eleito deputado estadual de São Paulo pela primeira vez em 1998 com 41.008 votos, foi reeleito em 2002 com o voto de 148.650 eleitores. Em 2006, foi o segundo deputado federal mais votado do PSDB em São Paulo, com 248.639 votos e reeleito em 2010 com 184.403. Em 2011, a convite do governador Geraldo Alckmin, tornou-se secretário de Desenvolvimento Metropolitano, única pasta criada pelo Governo do Estado de São Paulo, com a missão de articular políticas públicas e estratégias de avanço e desenvolvimento na macroregião paulista. No ano seguinte, 2012, assumiu como Secretário-chefe da Casa Civil do Estado de SP no governo Geraldo Alckmin, cargo que ocupou até 2016. De 2018 a 2022 foi o Secretário de Saúde do Município de São Paulo.
Em abril de 2022, após quase quarenta anos de PSDB, deixou o partido para filiar-se ao Movimento Democrático Brasileiro (MDB). Sua desfiliação deve-se ao fato de ser o candidato do senado na chapa que busca eleger Rodrigo Garcia (PSDB), governador de São Paulo.

### Desempenho eleitoral
| Ano  | Cargo                          | Votos             | Resultado  | Ref.   |
| ---- | ------------------------------ | ----------------- | ---------- | ------ |
| 1998 | Deputado estadual de São Paulo | 41.008            | Eleito     | [ 8 ]  |
| 2002 | Deputado estadual de São Paulo | 148.650           | Eleito     | [ 9 ]  |
| 2006 | Deputado Federal por São Paulo | 248.639           | Eleito     | [ 10 ] |
| 2010 | Deputado Federal por São Paulo | 184.403           | Eleito     | [ 11 ] |
| 2022 | Senador por São Paulo          | 1.655.224 (7,67%) | Não Eleito | [ 16 ] |